# Lithocarpus hancei
Lithocarpus hancei (Benth.) Rehder – gatunek roślin z rodziny bukowatych (Fagaceae Dumort.). Występuje naturalnie w Chinach (w prowincjach Fujian, Guangdong, Kuejczou, Hajnan, Hubei, Hunan, Jiangxi, Syczuan, Junnan i Zhejiang, a także w regionie autonomicznym Kuangsi) oraz na Tajwanie. 

## Morfologia
PokrójZimozielone drzewo dorastające do 15 m wysokości.
LiścieBlaszka liściowa jest mniej lub bardziej skórzasta i ma owalny, eliptyczny, eliptycznie odwrotnie jajowaty lub lancetowaty kształt. Mierzy 5–10 cm długości oraz 2,5–5 cm szerokości, jest całobrzega, ma nasadę zbiegającą po ogonku i wierzchołek od tępego do ostrego. Ogonek liściowy jest nagi i ma 5–40 mm długości.
OwoceOrzechy o kulistym kształcie, dorastają do 8–20 mm długości i 6–25 mm średnicy. Osadzone są pojedynczo w miseczkach w kształcie kubka, które mierzą 3–7 mm długości i 10–20 mm średnicy. Orzechy otulone są w miseczkach do 35% ich długości.

## Biologia i ekologia
Rośnie w lasach. Występuje na wysokości do 2600 m n.p.m. Kwitnie od lipca do sierpnia, natomiast owoce dojrzewają od sierpnia do listopada. 